# Augochloropsis eucalypso
Augochloropsis eucalypso är en biart som först beskrevs av Cockerell 1900.  Augochloropsis eucalypso ingår i släktet Augochloropsis och familjen vägbin. Inga underarter finns listade.